# Merlinoïta
La merlinoïta és un mineral de la classe dels silicats, que pertany al grup de les zeolites. Rep el nom en honor de Stefano Merlino (1938 -), professor de cristal·lografia, a la Universitat de Pisa, Itàlia.

## Característiques
La merlinoïta és un silicat de fórmula química (K,Na)₅(Ca,Ba)₂Al9Si23O64·23H₂O. Cristal·litza en el sistema ortoròmbic. La seva duresa a l'escala de Mohs és 4,5.
Segons la classificació de Nickel-Strunz, la merlinoïta pertany a «09.GC: Tectosilicats amb H₂O zeolítica, cadenes de connexions dobles de 4-enllaços» juntament amb els següents minerals: amicita, garronita-Ca, gismondina-Ca, gobbinsita, harmotoma, phil·lipsita-Ca, phil·lipsita-K, phil·lipsita-Na, flörkeïta, mazzita-Mg, mazzita-Na, perlialita, boggsita, paulingita-Ca i paulingita-K.

## Formació i jaciments
Va ser descoberta a la pedrera Cupaello, situada a la localitat de Santa Rufina, dins la província de Rieti (Laci, Itàlia). També ha estat descrita en algunes altres localitats italianes, tant de la regió del Laci com de Campània, així com a França, Espanya, Alemanya, Islàndia, Rússia i els Estats Units.